# Bilhetagem eletrônica
Bilhetagem eletrônica (português brasileiro) ou bilhética eletrónica (português europeu) é um conceito usado nos transportes públicos de algumas cidades do mundo que consiste basicamente no pagamento do valor das passagens de forma eletrônica, utilizando dispositivos especiais, como o cartão inteligente ou similar.

## Vantagens
Com a bilhetagem eletrônica é possível agregar vários outros benefícios além da vantagem principal de não utilizar dinheiro no pagamento das tarifas, como por exemplo:
- Criação redes de integrações - que permitem ao usuário do sistema fazer várias viagens pela rede de transportes (ou mesmo entre redes distintas) porém pagando um valor reduzido que o valor de cada uma das passagens durante o seu deslocamento.[1]
- Melhor gerência da rede de transporte, pois o sistema de bilhetagem gera relatórios onde o gestor do sistema de transporte poderá identificar a necessidade de fazer ajustes, como o incremento do número de veículos circulando numa linha.[2][3]
- Integração com outros sistemas, tais como o rastreamento dos ônibus por GPS, onde pode ser criada uma rede de informações úteis para o usuário, que poderá saber, por exemplo, quanto tempo levará para o ônibus desejado chegar ao ponto de embarque.[2]

Outra possível vantagem da bilhetagem eletrônica é a segurança dos usuários e funcionários do transporte de passageiros — como motoristas e cobradores — pois os ônibus passam a circular com menos dinheiro, diminuindo o interesse de criminosos em praticar assaltos aos veículos.
Apesar dos benefícios, a bilhetagem eletrônica no Brasil tem apresentado dificuldades em atingir todo o seu potencial, sendo uma das causas a pouca variedade de fornecedores de tecnologias e práticas de mercado anti-competitivas, como demonstram relatórios de entidades representantes do setor de transporte público, como a ANTP. 
Nesses casos, fornecedores de tecnologia em bilhetagem eletrônica utilizam softwares proprietários que impedem integrações com provedores terceiros, aumentando os custos de manutenção e atualização dos sistemas. Outros relatos envolvem a exclusividade da compre dos cartões e bilhetes somente dos fornecedores, onerando bastante as compras. Outra grande restrição para os sistemas é a exigência de se pré-formatar/inicializar os cartões inteligentes somente pelo fornecedor de tecnologia, prejudicando muitas vezes a logística de distribuição – compra, armazenamento e venda. 
Atualmente a bilhetagem eletrônica tem evoluído para se integrar com outros modais, por exemplo táxis e bicicletas, além de aceitas múltiplos métodos de pagamento, como QR Code, cartões EMV e NFC. 

## Novas tecnologias digitais para bilhetagem
Os bilhetes digitais tem se apresentado como a nova fronteira para a bilhetagem eletrônica no transporte público, sobretudo com a ampla digitalização de serviços e o a popularização dos smartphones e redes móveis. Com a evolução da tecnologia de tockenização e  Account Based Ticketing (ABT) a mídia física, o cartão inteligente, pode ser substituído por qualquer meio de acesso ao transporte público, seja um smartphone, relógio digital ou cartão bancário. Novos soluções e empresas têm surgido para suprir a demanda por  novas tecnologias de pagamento e bilhetagem no transporte público. Com isso, espera-se que usuários possam entrar em ônibus, trens, metrôs e outros modais com qualquer um dos meios usando o saldo de sua carteira digital, sem a necessidade de carregar múltiplos cartões. O saldo da carteira é acessado de maneira online, seja qual for o meio de acesso, por meio da bilhetagem digital.
Para operadores de transporte é uma oportunidade de atrair novos clientes, após anos de queda de demanda de passageiros, além de reduzir os custos da operação com mais competição no mercado de bilhetagem eletrônica.
Boas práticas internacionais recomendam a contratação de bilhetagens que sejam digitais, com uso de software livre, integração com provedores de tecnologia de qualquer origem por meio de API's abertas, além da possibilidade de usar o conceito de ABT para oferecer carteiras digitais.

## No Brasil
Listagem de alguns sistemas de bilhetagem eletrônica existentes no Brasil.
| Área de Abrangência                                                               | Estado              | Cartão                                                   | Provedor / Fornecedor Tecnologia                                                                                             | Introdução     |
| --------------------------------------------------------------------------------- | ------------------- | -------------------------------------------------------- | --- | -------------- |
| Aracaju                                                                           | Sergipe             | Mais Aracaju                                             | Setransp / Prodata | 2008           |
| Araucária                                                                         | Paraná              | TRIAR                                                    | SMPL / Transdata | Não disponível |
| Bagé                                                                              | Rio Grande do Sul   | Cartão Bá!                                               | CTC / Prodata | 2009           |
| Baixada Santista                                                                  | São Paulo           | BR Card (apenas ônibus e VLT da EMTU)                    | Prodata / Brmobilidade | 2016           |
| Belém                                                                             | Pará                | Passe Fácil                                              | Setransbel / Prodata | 2008           |
| Belo Horizonte (RMBH)                                                             | Minas Gerais        | BHBus (apenas Belo Horizonte)                            | Transfácil / Tacom | 2002           |
| Belo Horizonte (RMBH)                                                             | Minas Gerais        | Ótimo                                                    | Consórcio Ótimo/ / Empresa1 (até novembro de 2024) e Prodata Mobility (a partir de novembro de 2024)                         | 2008           |
| Belo Horizonte (RMBH)                                                             | Minas Gerais        | Bipay - Bilhete Digital (apenas Metrô de Belo Horizonte) | Bipay / ONBOARD Mobility | 2023           |
| Blumenau                                                                          | Santa Catarina      | Cartão SIGA                                              | Consórcio SIGA / Prodata | 2006           |
| Brasília                                                                          | Distrito Federal    | Fácil DF                                                 | Fácil DF / Transdata | 2008           |
| Campina Grande                                                                    | Paraíba             | Vale Mais Card                                           | SITRANS / Empresa1 (até maio de 2012) e Transdata (atual)                                                                    | 2007           |
| Campinas                                                                          | São Paulo           | Bilhete Único                                            | TRANSURC / Prodata | 2006           |
| Campo Grande                                                                      | Mato Grosso do Sul  | PegFacil                                                 | Assetur / Digicon | Não disponível |
| Campo Largo                                                                       | Paraná              | Cartão Cidadão                                           | Transpiedade / Não disponível                                                                                                | Não disponível |
| Caruaru                                                                           | Pernambuco          | Cartão Leva                                              | AETPC / Transdata | 2013           |
| Cuiabá (RMVRC) (exceto Nossa Senhora do Livramento)                               | Mato Grosso         | Cartão TEM Transporte                                    | MTU (Associação Matogrossense dos Transportadores Urbanos)                                                                   | 2005           |
| Curitiba (RMC)                                                                    | Paraná              | Cartão URBS (apenas Curitiba)                            | URBS / Dataprom | Não disponível |
| Curitiba (RMC)                                                                    | Paraná              | Metrocard                                                | Associação Metrocard / Transdata                                                                                             | 2015           |
| Grande Florianópolis (Biguaçu, Florianópolis, Palhoça e São José)                 | Santa Catarina      | Passe Rápido (apenas Florianópolis)                      | SETUF / Empresa1 | 2003           |
| Grande Florianópolis (Biguaçu, Florianópolis, Palhoça e São José)                 | Santa Catarina      | Fácil (Metropolitano)                                    | SETUF / Empresa1 | 2012           |
| Fortaleza                                                                         | Ceará               | Vale Transporte Eletrônico                               | VTE Fortaleza / Empresa1 | 2008           |
| Fortaleza                                                                         | Ceará               | Metrô (apenas Metrô)                                     | Metrofor / Tacom | 2012           |
| Foz do Iguaçu                                                                     | Paraná              | Único                                                    | Unicofoz / Transdata | 2010           |
| Goiânia                                                                           | Goiás               | Cartão Fácil                                             | RMTC / SET | Não disponível |
| Guarujá                                                                           | São Paulo           | City +                                                   | Autopass | 2019           |
| Itajaí                                                                            | Santa Catarina      | SIM                                                      | Coletivo Itajaí / Prodata | 2008           |
| Itu                                                                               | São Paulo           | Avante Turismo                                           | Cittati | 2018           |
| João Pessoa                                                                       | Paraíba             | Passe Legal                                              | AETC-JP (Cartão Cidadão / Vale Transporte / Cartão Estudante) / Transdata                                                    | 2006           |
| Maceió                                                                            | Alagoas             | Bem Legal                                                | Transpal / Prodata | Não disponível |
| Manaus                                                                            | Amazonas            | Passa Fácil                                              | Sinetram / Dataprom | Não disponível |
| Natal (RMN) (Ielmo Marinho, Macaiba, Natal, Parnamirim, São Gonçalo do Amarante)  | Rio Grande do Norte | RN Card (antigo Trampolim Card)                          | RN Card / Transdata | 1996           |
| Natal (RMN) (Ielmo Marinho, Macaiba, Natal, Parnamirim, São Gonçalo do Amarante)  | Rio Grande do Norte | NatalCard (apenas Natal)                                 | Seturn / Fujitec (até 2013) e Transdata Smart (atual)                                                                        | 2008           |
| Nova Lima                                                                         | Minas Gerais        | VT Direto                                                | Via Ouro / Tacom | 2006           |
| Novo Hamburgo                                                                     | Rio Grande do Sul   | Passagem Inteligente                                     | Versul | 2004           |
| Palmas                                                                            | Tocantins           | SBE-Palmas                                               | Seturb / Dataprom | 2006           |
| Porto Alegre                                                                      | Rio Grande do Sul   | TRI                                                      | EPTC / Prodata | 2008           |
| Porto Velho                                                                       | Rondônia            | SIM Digital                                              | SigonPass / Empresa1 | 2016           |
| Praia Grande                                                                      | São Paulo           | CT Transporte                                            | Prodata / Piracicabana | 1998           |
| Recife                                                                            | Pernambuco          | Vale Eletrônico Metropolitano                            | Grande Recife Consórcio / Prodata e Digicon (Jaboatão)                                                                       | 2009           |
| Ribeirão Preto                                                                    | São Paulo           | NOSSO                                                    | TRANSURBRP / Prodata | Não disponível |
| Rio Branco                                                                        | Acre                | MEU Cartão                                               | Sindcol / Prodata | Não disponível |
| Rio de Janeiro (RMRJ)                                                             | Rio de Janeiro      | Riocard                                                  | Fetranspor / Riocard TI [link]                                                                                               | 2005           |
| Rio de Janeiro (RMRJ)                                                             | Rio de Janeiro      | Jaé                                                      | MobiRio / Billingpay | 2022           |
| Salvador (RMS)                                                                    | Bahia               | Salvador Card (apenas Salvador)                          | Transalvador / Tacom | 2006           |
| Salvador (RMS)                                                                    | Bahia               | Cartão CCR Metrô Bahia                                   | CCR Metrô Bahia | 2016           |
| Salvador (RMS)                                                                    | Bahia               | Metropasse                                               | Associação Baiana de Transportes Metropolitanos Associação das Empresas de Transporte Coletivo Rodoviário do Estado da Bahia | Não disponível |
| Santos                                                                            | São Paulo           | CT Transporte                                            | Prodata / Piracicabana | 1998           |
| São João del-Rei                                                                  | Minas Gerais        | Del Rei Card                                             | Presidente / Prodata | 2011           |
| São José dos Pinhais                                                              | Paraná              | Cartão VEM                                               | Consórcio do Vale Eletrônico Municipal / Empresa1                                                                            | Não disponível |
| São Luís                                                                          | Maranhão            | Cartão Vale-Transporte                                   | SET-São Luís / Dataprom | 2006           |
| São Paulo (RMSP) e São Roque                                                      | São Paulo           | Bilhete Único (apenas São Paulo)                         | SPTrans / Prodata e Digicon                                                                                                  | 2004           |
| São Paulo (RMSP) e São Roque                                                      | São Paulo           | Cartão TOP (antigo Cartão BOM)                           | EMTU / Autopass | 2006           |
| Sorocaba                                                                          | São Paulo           | ComVocê                                                  | Urbes / Empresa1 | 2011           |
| Teresina                                                                          | Piauí               | + Fácil                                                  | SETUT / Tacom | 2003           |
| Toledo                                                                            | Paraná              | PasseBem                                                 | VST / Transdata | 2014           |
| Vitória (RMGV) (Cariacica, Fundão, Guarapari, Serra, Viana, Vila Velha e Vitória) | Espírito Santo      | Cartão GV                                                | GVBUS / Tacom | 2019           |

## Em Portugal
Lista de alguns sistemas de bilhética eletrónica existentes em Portugal.
| Área de Abrangência | Cartão / Passe | Gestora                              | Introdução |
| ------------------- | -------------- | ------------------------------------ | ---------- |
| Lisboa (AML)        | Navegante      | Transportes Metropolitanos de Lisboa | 2006       |
| Madeira             | GIRO           | Madeira                              | 2024       |
| Oeste               | M              | Comunidade Intermunicipal do Oeste   | 2025       |
| Porto (AMP)         | Andante        | Transportes Intermodais do Porto     | 2002       |